# Ludwig Löffler (Lithograf)

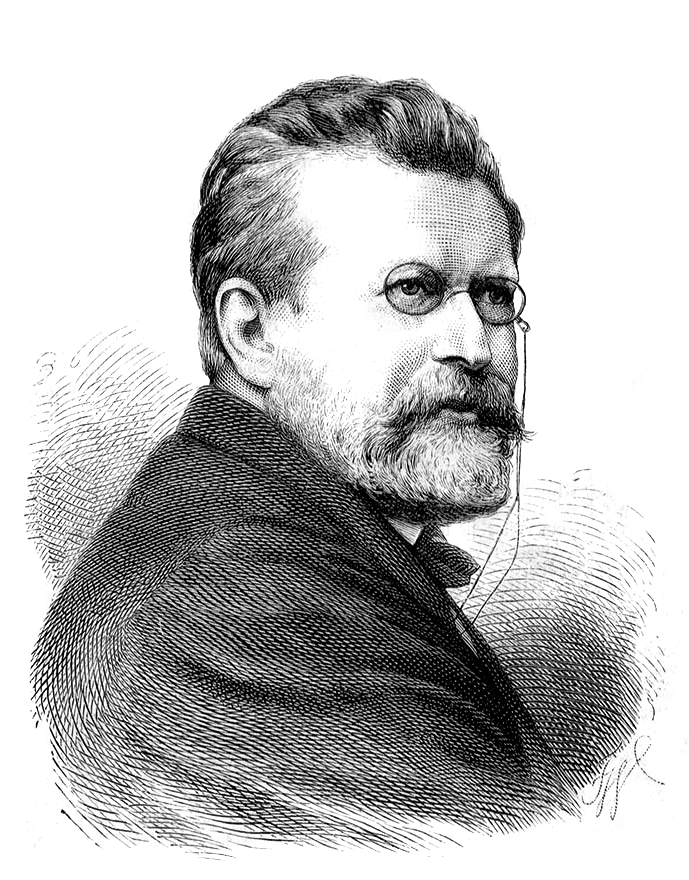
Ludwig Löffler, Zeichnung von Ferdinand Friedrich Weiß

Ludwig Löffler (* 1819 in Frankfurt (Oder); † 16. Juni 1876 in Berlin) war ein deutscher Lithograf.
Seine Eltern waren der Geheime Rechnungsrat Ludwig Löffler und Juliane Löffler, geb. Sawade.
Löffler besuchte die Akademie der Künste in Berlin und studierte bei Wilhelm Hensel und Franz Wagner. Er begab sich auf Studienreise nach Paris und Italien und kehrte 1845 zurück nach Berlin. Dort arbeitete er vorwiegend als Illustrator, vornehmlich für die Leipziger Illustrirte Zeitung.
Löffler war Mitglied des Vereins Berliner Künstler. Zeichnungen und Skizzen von ihm befinden sich im Handzeichnungskabinett der Nationalgalerie in Berlin.
Löffler heiratete am 12. Januar 1875 in Berlin Henriette Auguste Tröbst (1827–1911). Ihre Eltern waren der Diener Georg Caspar Tröbst und Henriette Charlotte Tröbst, geb. Drewes, verwitwete Gläser. Trauzeugen waren der Industrielle und Mäzen Geheimer Kommerzienrat Louis Auguste Ravené und der Kaufmann Max Glaeser.